# Leptomenes cribratus
Leptomenes cribratus är en stekelart som beskrevs av Giordani Soika 1983. Leptomenes cribratus ingår i släktet Leptomenes och familjen Eumenidae. Inga underarter finns listade i Catalogue of Life.